# Peter Beagrie
Peter Sydney Beagrie  (* 28. November 1965 in Middlesbrough) ist ein ehemaliger englischer Fußballspieler. Als Linksaußen war er zwischen 1989 und 2001 mit dem FC Everton, Manchester City und Bradford City für drei verschiedene Erstligisten aktiv.

## Sportlicher Werdegang

### Karrierebeginn
Beagrie begann die Fußballerkarriere in seiner Geburtsstadt beim FC Middlesbrough, nachdem er im Jahr 1983 von Guisborough Town übernommen worden war. Bei dem damaligen Zweitligisten begann er sich in der Saison 1985/86 sportlich durchzusetzen, bevor sich der Klub in Folge eines Insolvenzverfahrens von ihm trennte – vorausgegangen war, dass unter Trainer Bruce Rioch keine Übereinkunft über eine Vertragsfortsetzung getroffen werden konnte. Für die Ablösesumme von 35.000 Pfund, die von einem „Tribunal“ festgesetzt worden war, heuerte Beagrie im August 1986 erneut in der zweiten Liga bei Sheffield United an. In den folgenden zwei Jahren etablierte sich Beagrie dort vornehmlich als Linksaußen und wurde nach dem ersten Jahr von den eigenen Anhängern zum „Spieler des Jahres“ gewählt. Kritik an seiner Spielweise beinhaltete jedoch, dass er gelegentlich den Ball vertändelte und das Zusammenspiel mit den Kollegen vernachlässigte. Als mit Dave Bassett im Sommer 1988 ein neuer Trainer nach Sheffield kam, stufte dieser Beagrie als zu inkonstant ein und setzte ihn auf die Transferliste. Mit Stoke City fand sich schnell ein weiterer Interessent in der zweiten Liga und so wechselte Beagrie dorthin Ende Juni 1988 für 210.000 Pfund.
In Stoke-on-Trent wurde die Verpflichtung mit Freude aufgenommen und neben der Zustimmung der eigenen Fans kommentierte der kommende Mitspieler Chris Kamara, dass Beagrie der landesweit beste Flügelspieler und damit besser als der damalige Nationalspieler John Barnes sei. Die großen Erwartungen konnte Beagrie in der Saison 1988/89 weitgehend erfüllen und stach aus dem eher mäßig darüber hinaus besetzten Team heraus. Dabei kultivierte er seinen besonderen Torjubel mit einem doppelten Salto. Er schoss sieben Tore in 41 Ligapartien im ersten Jahr und als Stoke schwach in die folgende Spielzeit 1989/90 startete, entschloss sich der Klub als Tabellenletzter seinen Starspieler im November 1989 für die damalige Rekordsumme von 750.000 Pfund an den Erstligisten FC Everton zu verkaufen.

### Everton und Manchester City
In mehr als vier Jahren für die „Toffees“ hatte Beagrie wechselhaften Erfolg unter den verschiedenen Trainer Colin Harvey, Howard Kendall und Mike Walker. Dies lag auch darin begründet, dass er neben häufigen Knieproblemen seinen Stil auf Passspiel umstellen musste und oft in der Startformation unberücksichtigt blieb. Er wurde in der Saison 1991/92 zwischenzeitlich an den Zweitligisten AFC Sunderland ausgeliehen und im März 1994 sorgte vor allem Evertons Verpflichtung von Anders Limpar für seinen Abgang in Richtung des Erstligakonkurrenten Manchester City für eine Ablösesumme von 1,1 Millionen Pfund.
Bei den „Citizens“ spielte er unter den Trainern Alan Ball und Brian Horton. Mit seinen Vorstößen im Angriff und dem starken linken Fuß passte er zunächst gut ins offensive Konzept, verlor dann aber in Folge eines später festgestellten Haarisses im Schienbein an Form. Zum Ende der Saison 1995/96 stieg er aus der Premier League ab und auch in der folgenden Zweitligaspielzeit 1996/97 tat sich die Mannschaft schwer; sie belegte am Ende nur einen Platz in der unteren Tabellenhälfte. Anschließend ließ Manchester City Beagrie für eine Ablösesumme von 200.000 Pfund zum Ligakonkurrenten Bradford City ziehen.

### Der lange Karriereherbst
In Bradford fügte sich Beagrie mit 31 Ligaeinsätzen in der Saison 1997/98 ein und noch in derselben Spielzeit wurde er ab März 1998 für die letzten Partien an seinen Ex-Klub aus Everton ausgeliehen. Nach seiner Rückkehr steuerte er in Bradford zwölf Ligatreffer zum Aufstieg 1999 in die Premier League bei. Es folgten dort zwei Jahre Kampf um den Klassenerhalt und nach dem Abstieg 2001 wechselte er zum Viertligisten Scunthorpe United. Vor der Abstiegsentscheidung in Bradford hatte er noch ab Februar 2001 auf Leihbasis beim Drittligisten Wigan Athletic ausgeholfen. Mit den „Latics“ hatte er sogar die Aufstiegs-Playoffs erreicht, aber dort bereits im Halbfinale gegen den FC Reading verloren.
In Scunthorpe wurde Beagrie im fortgeschrittenen Alter zu einer festen Größe im Team von Trainer Brian Laws, mit dem er bereits in den 1980ern in Middlesbrough auf dem Platz gestanden hatte. Im Alter von mittlerweile 39 Jahren stieg er mit dem Verein zum Abschluss der Saison 2004/05 in die Drittklassigkeit auf. Er galt in dieser Zeit als einer der besten Viertligaspieler, was sich in der dreifachen Nominierung ins Team des Jahres (PFA Team of the Year) ausdrückte. Dazu erreichte er mit dem 750. Pflichtspiel, 100. Tor und dem 40. Geburtstag als Profi drei bemerkenswerte Meilensteine.
Im Juni 2006 verließ Beagrie Scunthorpe, um sich auf seine neue Aufgabe als Experte von Sky Sports fokussieren, schloss sich dann aber im folgenden Monat dem Viertligisten Grimsby Town im Rahmen eines Einjahresvertrags an. Seine Aufgabe in Grimsby war dabei auch die Unterstützung von Trainer Graham Rodger. Die Episode sollte jedoch schnell beendet werden. Grimsby tat sich zu Beginn der Saison 2006/07 schwer und Beagrie kam nur zu seltenen Einsätzen, so dass im Oktober 2006 der Vertrag in gegenseitigem Einvernehmen aufgelöst wurde. Kurz darauf verkündete er den Rücktritt als aktiver Fußballer.
Beagrie arbeitete nach der Fußballerkarriere im Medienbereich, zumeist im Rahmen der Berichterstattung am Montagabend für Sky Sports. Das Engagement endete im August 2017, nachdem er eines körperlichen Übergriffs auf seine damalige Lebensgefährtin schuldig gesprochen worden war.

## Titel/Auszeichnungen
- PFA Team of the Year (3): 2001/02, 2003/04, 2004/05 (jeweils 4. Liga)